# Amy, Oise

Amy este o comună în departamentul Oise, Franța. În 1 ianuarie 2022 avea o populație de 421 de locuitori.